# James Macrae
James Macrae (1800 - 1830) fue un botánico, y explorador británico, naturalista quien, en el navío "H.M.S. Blonde", entre 1824 a 1825, y con la bandera del Reino Unido, bajo el mando del capitán Lord George Anson Byron, y con Andrew Bloxam, recorrió Sudamérica, las islas Sandwich. Su hermano, Richard Rowland Bloxam, fue con la expedición como capellán.
La mayoría de sus colecciones, de los viajes por Perú, Chile, Brasil, Sri Lanka, Hawái, Galápagos, finalmente se hallan en el Museo Británico.

## Eponimia
Géneros de fanerógamas
- (Asteraceae) Macraea Hook.f.[1]
- (Euphorbiaceae) Macraea Wight[2]
- (Geraniaceae) Macraea Lindl.[3]

Especies

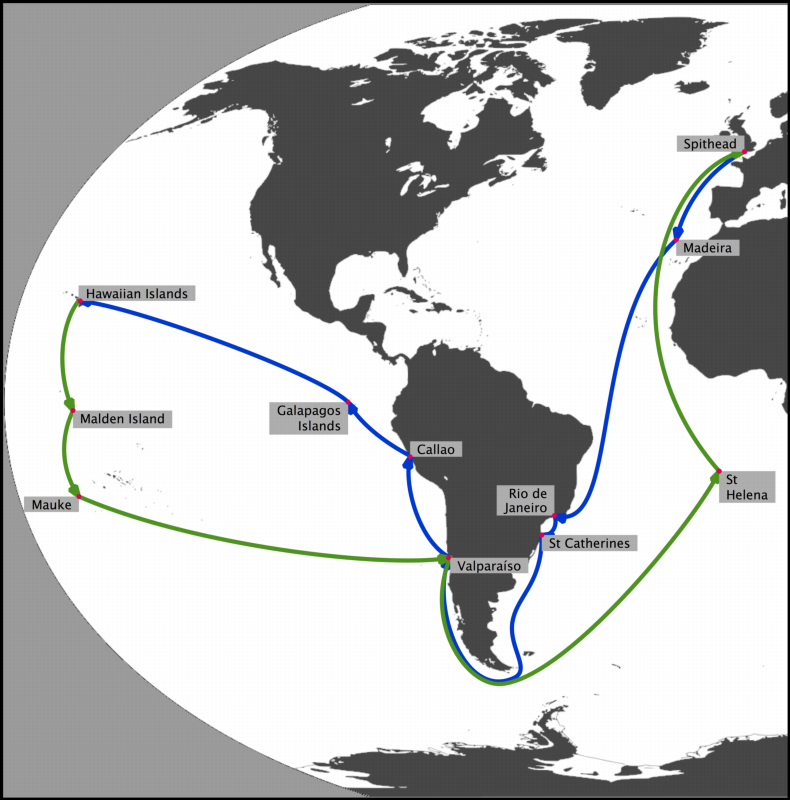
Carta del Viaje del Blonde, con los principales lugares visitados (las líneas entre esos lugares son esquemáticas, no representan la ruta real.) El viaje a Hawái se muestra en azul, el retorno en verde

- (Asclepiadaceae) Cynanchum macraei Hook. & Arn.[4]
- (Asteraceae) Baccharis macraei Hook. & Arn.[5]
- (Asteraceae) Coreopsis macraei A.Gray[6]
- (Epacridaceae) Styphelia macraei F.Muell.[7]
- (Euphorbiaceae) Croton macraei Hook.f.[8]
- (Euphorbiaceae) Diasperus macraei Kuntze[9]
- (Euphorbiaceae) Phyllanthus macraei Müll.Arg.[10]
- (Fabaceae) Lathyrus macraei Hook. & Arn.[11]
- (Goodeniaceae) Scaevola macraei de Vriese[12]
- (Lamiaceae) Coleus macraei Benth.[13]
- (Lamiaceae) Stachys macraei Briq.[14]
- (Orchidaceae) Callista macraei Kuntze[15]
- (Orchidaceae) Cirrhopetalum macraei Lindl.[16]
- (Orchidaceae) Ephemerantha macraei (Lindl.) P.F.Hunt & Summerh.[17]
- (Orchidaceae) Flickingeria macraei (Lindl.) Seidenf.[18]
- (Poaceae) Andropogon macraei Steud.[19]
- (Rubiaceae) Pavetta macraei Bremek.[20]
- (Woodsiaceae) Athyrium macraei (Hook. & Grev.) Copel.[21]